# Relazioni sindacali
Per relazioni sindacali si intende l'insieme dei rapporti giuridici intercorrenti tra il datore di lavoro ed i lavoratori subordinati - intesi come collettività - all'interno dei luoghi di lavoro, allorquando queste relazioni vengano a realizzarsi tramite un soggetto intermedio, ovvero il sindacato, rappresentante delle istanze e degli interessi dei dipendenti.

## Nel settore privato
All'interno dell'impresa, l'insieme delle attività sviluppate nelle relazioni sindacali sono allocate del settore delle risorse umane, normalmente chiamato anche relazioni industriali.

A titolo di esempio, il settore risorse umane gestisce attività tra le quali le politiche retributive, la selezione del personale, le politiche di disciplina sul posto di lavoro e gli aspetti relativi allo sviluppo organizzativo.

## Nel settore pubblico
Le relazioni sindacali consistono nell'insieme delle regole vigenti in materia, all'interno del vigente ordinamento giuslavoristico: questo vale anche nei rapporti tra Stato ed imprese, da un lato, e dall'altro per i medesimi lavoratori dipendenti pubblici.

## Il ruolo del sindacato
Il sindacato è la controparte che dialoga con il datore di lavoro, recependo le indicazioni dei propri iscritti che rappresenta. 
Tipicamente vengono definiti dei tavoli negoziali dove il datore di lavoro, o i suoi rappresentanti, e quelli dei sindacati aventi rappresentatività condividono e risolvono conflitti generati da una delle due parti (es rivendicazioni salariali, richiesta di turni o straordinari, messa in mobilità del personale, etc..)